# لیدیا کو
لیدیا کو (انگلیسی: Lydia Ko؛ زادهٔ ۲۴ آوریل ۱۹۹۷) یک گلف‌باز اهل نیوزیلند است. وی برنده مدال نقره بازی‌های المپیک تابستانی ۲۰۱۶ است.